# Прейскурантиздат
Прейскурантиздат — советское специализированное издательство Государственного комитета цен Совета Министров СССР, Москва. Было основано в 1965 под названием Прейскурантгиз; с 1967 — Прейскурантиздат.
Издавало прейскуранты, методические и инструктивные материалы по ценообразованию. В 1979 было выпущено 215 названий тиражом свыше 17,5 миллионов экземпляров.